# ألبرت أوغيلفي
ألبرت أوغيلفي (بالإنجليزية: Albert Ogilvie)‏ هو محام بالقضاء العالي وسياسي أسترالي، ولد في 10 مارس 1890 في أستراليا، وتوفي في 10 يونيو 1939 في نفس البلد. حزبياً، نشط في حزب العمال الأسترالي. وقد انتخب عضو مجلس النواب تسمانيا من الجمعية وانتخب Premier of Tasmania ‏ (22 يونيو 1934 – 10 يونيو 1939).